# القصبة (بلدية جزائرية)
 القصبة  بلدية من بلديات ولاية الجزائر تابعة لدائرة باب الوادي.
- في 2008 بلغ عدد السكان 36,762.

## جغرافيا
| البحر الأبيض المتوسط | البحر الأبيض المتوسط | باب الوادي |
| البحر الأبيض المتوسط | إسم ؟                | وادي قريش  |
|                      | الجزائر الوسطى       |            |

## أعلام
- جميلة بوعزة
- محمد العمالي
- حميدة العمالي
- علي العمالي
- شاهيناز بوسحاقي

## مواضيع ذات صلة
- تاريخ ولاية الجزائر
- بلديات ولاية الجزائر
- دوائر ولاية الجزائر